# 遵义街道
遵义街道，是中华人民共和国吉林省吉林市龙潭区下辖的一个乡镇级行政单位。

## 行政区划
遵义街道下辖以下地区：
广西社区、古川社区和荒山社区。